# Kermadec-Sturmvogel
Der Kermadec-Sturmvogel (Pterodroma neglecta) ist eine Vogelart aus der Familie der Sturmvögel. Die Art kommt nur im tropischen und subtropischen Pazifik vor, wo sie auf kleinen Inseln brütet. Sie ist nach den Kermadecinseln vor der neuseeländischen Küste benannt. Über den Gewässern rund um diese Inselgruppe können Kermadec-Sturmvögel ganzjährig beobachtet werden.
Die IUCN stuft den Kermadec-Sturmvogel als nicht gefährdet (least concern) ein und schätzt den weltweiten Bestand auf 150.000 bis 200.000 geschlechtsreife Individuen.

## Merkmale
Der Kermadec-Sturmvogel erreicht eine Körperlänge von 38 Zentimetern, die Flügelspannweite beträgt 92 Zentimeter, das durchschnittliche Gewicht liegt bei 509 Gramm. Er ist ein mittelgroßer bis großer Sturmvogel, der keinen Sexualdimorphismus aufweist.
Das Gefieder ist individuell sehr unterschiedlich gefärbt. Die blasse oder helle Farbmorphe hat einen überwiegend weißen bis grauweißen Kopf. Die Stirn, der Oberscheitel und der Nacken sind grau und braun gesprenkelt. Die Flügel sind auf der Oberseite schwarzbraun, die Körperoberseite dagegen blass aschbraun. Die Körperunterseite ist weiß, an den Brustseiten befinden sich häufig schmutzigbraune Flecken. Die dunkle Morphe ist dagegen vollständig schwarzbraun und weist weiße, kleine Flecken nur an der Schnabelbasis und an den Kopfseiten auf. Zwischen diesen zwei extremen Morphen gibt es zahlreiche Zwischenformen. Bei allen Morphen ist die Iris braun, der Schnabel ist schwarz. Die Beine und Füße sind weißlich-rosa. Die Vögel haben außerdem auf den Unterflügeln einen auffallenden weißen Fleck, der an der Basis der Schwungfedern beginnt. Sie können vor allem anhand dieses weißen Flecks von anderen Sturmvögeln unterschieden werden.
Die sehr variable Gefiederfärbung führt dazu, dass der Kermadec-Sturmvogel mit mehreren anderen Sturmvogelarten verwechselt werden kann. Besonders große Ähnlichkeit besteht mit dem Trindadesturmvogel, der generell einen dunklen Kopf hat und dessen Unterflügel blasser sind. Der seltene Phönixsturmvogel hat dunkle Unterflügel, bei ihm fehlt der weiße Fleck vollständig. Dies gilt auch für den Magentasturmvogel, den Murphysturmvogel und den Langflügel-Sturmvogel.

## Verbreitungsgebiet und Lebensweise
Der Kermadec-Sturmvogel brütet auf Inseln des Südpazifiks zwischen dem 25. und dem 35. südlichen Breitengrad. Zu den Brutinseln gehören unter anderem die Kermadecinseln nördlich von Neuseeland, die Lord-Howe-Inselgruppe in der Tasmansee und die Juan-Fernández-Inseln vor der chilenischen Küste. Das Verbreitungsgebiet außerhalb der Fortpflanzungszeit ist nicht genau bekannt, man geht aber davon aus, dass die Vögel zwischen dem 20. und dem 35. südlichen Breitengrad vorkommen. Nichtbrütende Vögel überqueren gelegentlich den Äquator und wurden auch schon bei 28° Nord beobachtet. Kermadec-Sturmvögel können vor der Westküste Mexikos, vor Peru und Chile, um Hawaii, in Polynesien, gelegentlich vor der australischen Ostküste und als Irrgast im Norden Neuseelands beobachtet werden. Während des Hurrikan Gracie im Herbst 1959 wurden Kermadec-Sturmvögel bis zum Lookout Mountain Sanctuary in Pennsylvania geweht. Bis dahin war die Vogelart in Nordamerika noch nicht als Irrgast beobachtet worden.
Auf Raoul Island, einer zu den Kermadecinseln gehörenden Insel, brüteten um 1908 noch rund 500.000 Vögel, auf Grund von dort eingeführten Katzen und Ratten sowie durch eine Bejagung durch den Menschen gibt es dort kaum noch Brutvögel. Auf der Osterinsel sind sie auf Grund dieser Prädatoren als Brutvogel verschwunden. Auf den Juan-Fernándes-Inseln werden Kermadec-Sturmvögel ebenfalls von Katzen sowie von Nasenbären gefressen.

## Lebensweise
Die Lebensweise des Kermadec-Sturmvogels ist weitgehend unerforscht. Bis zum Ende des 20. Jahrhunderts stammten die bis dahin intensivsten und genauesten Beobachtungen zum Fortpflanzungsverhalten aus einem zehnmonatigen Aufenthalt zweier Ornithologen auf Raoul Island im Jahre 1908. Vom Nahrungsspektrum dieser Art ist nur bekannt, dass die Mägen von Jungvögeln Kopffüßer und Krustentiere enthielten. Nahrung wird ausschließlich von der Wasseroberfläche aufgenommen. Auf hoher See werden Kermadec-Sturmvögel überwiegend einzeln beobachtet. Sie brüten jedoch in Kolonien und sind dann auch mit anderen Seevögeln wie beispielsweise Albatrossen vergesellschaftet. Die Nestdichte kann in solchen Brutkolonien sehr hoch sein. Auf der Raoul-Insel, auf der heute kaum noch Kermadec-Sturmvögel brüten, wurden einst 4000 Nester pro Hektar gezählt. Kermadec-Sturmvögel verteidigen nur die unmittelbare Nestumgebung und beide Elternvögel sind am Brutgeschäft beteiligt und füttern die Jungvögel. Es sind Bodenbrüter, die ihre Nester versteckt unter Vegetation anlegen.

## Belege

### Einzelbelege
1. ↑   BirdLife Factsheet zum Kermadec-Sturmvogel, aufgerufen am 28. Mai 2011
2. 1 2   Higgins, S. 436
3. 1 2   Higgins, S. 437
4. ↑  Kermadec Petrel in Pennsylvania. (PDF; 383 kB) University of New Mexico, abgerufen am 7. Mai 2009 (englisch).
5. 1 2   Higgins, S. 438